# Caulophacus abyssalis
Caulophacus abyssalis är en svampdjursart som beskrevs av Konstantin R. Tabachnick 1990. Caulophacus abyssalis ingår i släktet Caulophacus och familjen Rossellidae. Inga underarter finns listade i Catalogue of Life.